# Сянган-Гуанчжоуская забастовка
Сянган-Гуанчжоуская (Гонконг-Кантонская) забастовка — массовая забастовка в Китае, произошедшая в период Революции 1925—1926 годов; продолжалась с 19 июня 1925 по 10 октября 1926 года и охватила британское владение Гонконг (Сянган) и англо-французскую концессию Шамянь в Гуанчжоу (Кантоне). Поводом к началу забастовки стал расстрел британскими солдатами антиимпериалистической демонстрации в Шанхайском международном сеттльменте, приведший к возникновению Движения 30 мая.

## Ход забастовки
В общей сложности в забастовке участвовало более 250 тысяч человек, основную часть которых составляли рабочие Гонконга (в том числе и моряки, механики, докеры, работники порта Гонконга), к которым также примкнула значительная часть местных студентов, торговцев и мелких предпринимателей. Стачка активно поддерживалась властями Гоминьдана, призывавшими китайское население покидать Гонконг и Шамянь и закрывать в них магазины и производства, а также сумевшими обеспечить экономическую блокаду Гонконга и бойкот британских товаров, производимых в Шамяньской концессии. Пропагандой также широко распространялись слухи о якобы имевших место планах британцев отравить источники воды в своих китайских владениях.
Бастующие перебирались на территорию, подконтрольную Гуандунской революционной базе и революционному гуанчжоускому (с 1 июля 1925 — Национальному) правительству Китайской Республики. В Гуанчжоу был создан стачечный комитет, в который вошли активисты Всекитайской федерации профсоюзов, включая деятелей Коммунистической партии Китая Су Чжаочжэна, Дэн Чжунся, Лю Шаоци. Стачком с помощью гоминьдановского правительства организовал для забастовщиков общежития, столовые, лечебницы, школы, курсы подготовки. Были установлены вооружённые пикеты, осуществлявшие контроль за поддержанием экономической блокады Сянгана и бойкота британских товаров в Гуандуне.
23 июня 1925 года в Старом Гуанчжоу на митинг собралось более 100 тыс. человек, которые объявили свои требования — изгнать иностранцев из Китая и разорвать неравные договоры. Когда толпа ночью двинулась в сторону Западного моста, британские, французские и португальские солдаты открыли стрельбу. Кроме того, британские корабли также обстреляли побережье Кантона. В результате вооружённого конфликта более 50 человек погибли и более 170 получили тяжелые ранения (среди убитых оказалось 23 курсанта и солдата академии Вампу).
В первую неделю протестов Гонконг покинули 50 тысяч жителей, а к концу июля 1925 года — 250 тысяч; общий товарооборот снизился на 50 %. В порту встали десятки пароходов, прекратилось сообщение между Гонконгом и Коулуном, а также морское сообщение колонии и Гуанчжоу. Число судов, заходивших в порт Гонконга, по сравнению с предыдущим годом сократилось в 6,5 раза. Британское правительство было вынуждено предоставить компаниям в Гонконге ссуду размером в три миллиона фунтов стерлингов, чтобы предотвратить коллапс экономики, и уже в 1925 году под влиянием происходивших событий произошла смена властей колонии.
Забастовка была прекращена в октябре 1926 года по распоряжению Национального правительства с целью обеспечения надёжного тыла армии в условиях начавшегося 1 июня Северного похода против бэйянских милитаристов, а также в связи с угрозами Великобритании оккупировать Гуанчжоу, если забастовка не будет прекращена.
Событиям забастовки посвящён роман Андре Мальро «Завоеватели».